# شهرستان بل (تگزاس)
بل (به انگلیسی: Bell) شهرستانی در ایالت تگزاس است. در سرشماری سال ۲۰۱۰، جمعیت این شهرستان ۳۱۰٬۲۳۵ نفر اعلام شد. مرکز بل شهر بلتون است. شهرستان بل در سال ۱۸۵۰ تأسیس شد.

## جغرافیا
طبق اداره آمار آمریکا، این شهرستان مساحتی در حدود ۲٬۸۱۸ کیلومتر مربع دارد.

### شهرها
- بلتون
- بارتلت
- کوپراس کوو
- دینگ دانگ
- فورت هود
- هارکر هایتس
- هایدنهایمر
- کایلین
- سالادو
- تمپل